# Isoglosa

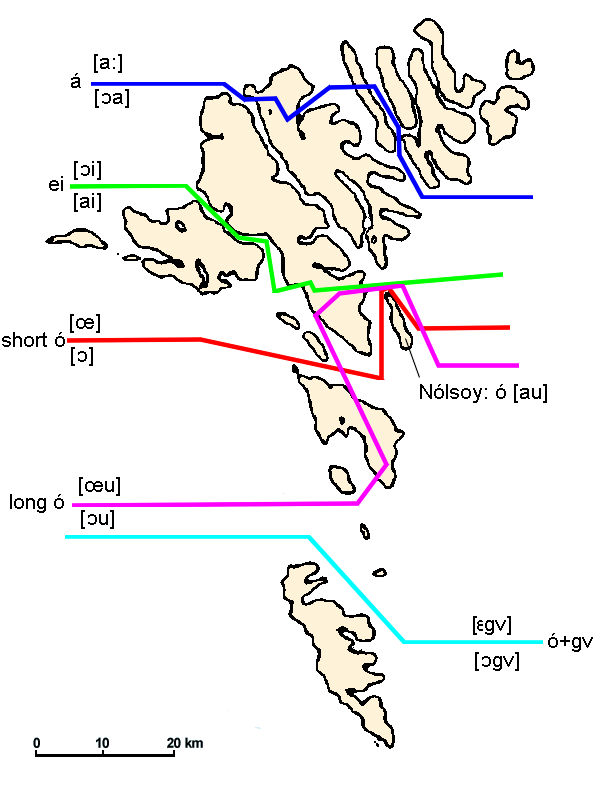
Isoglosas en las islas Feroe.

Una isoglosa es una línea imaginaria (isolínea) que separa dos áreas geográficas que se distinguen por un rasgo dialectal concreto, sea este de tipo fonológico, léxico o de otro tipo.
Por ejemplo, en España una isoglosa separa las áreas donde en castellano la "s" que antecede a una consonante se pronuncia como sibilante ("chiste", "mosca") de aquellas en las que se aspira ("chihte", "mohca"); otra isoglosa separa las áreas donde se distinguen palabras por la oposición s/z (como "cazo" y "caso") de las áreas donde no se distinguen; y así sucesivamente. Pero las isoglosas no se reconocen necesariamente en divisiones administrativas. El español rioplatense, por ejemplo, está definido por diversas isoglosas que agrupan partes de Argentina y el Uruguay, dejando fuera sin embargo parte del territorio de estos países. También la línea Speyer y la línea de Benrath son isoglosas notorias dentro de las lenguas germánicas occidentales.

## Haces de isoglosas

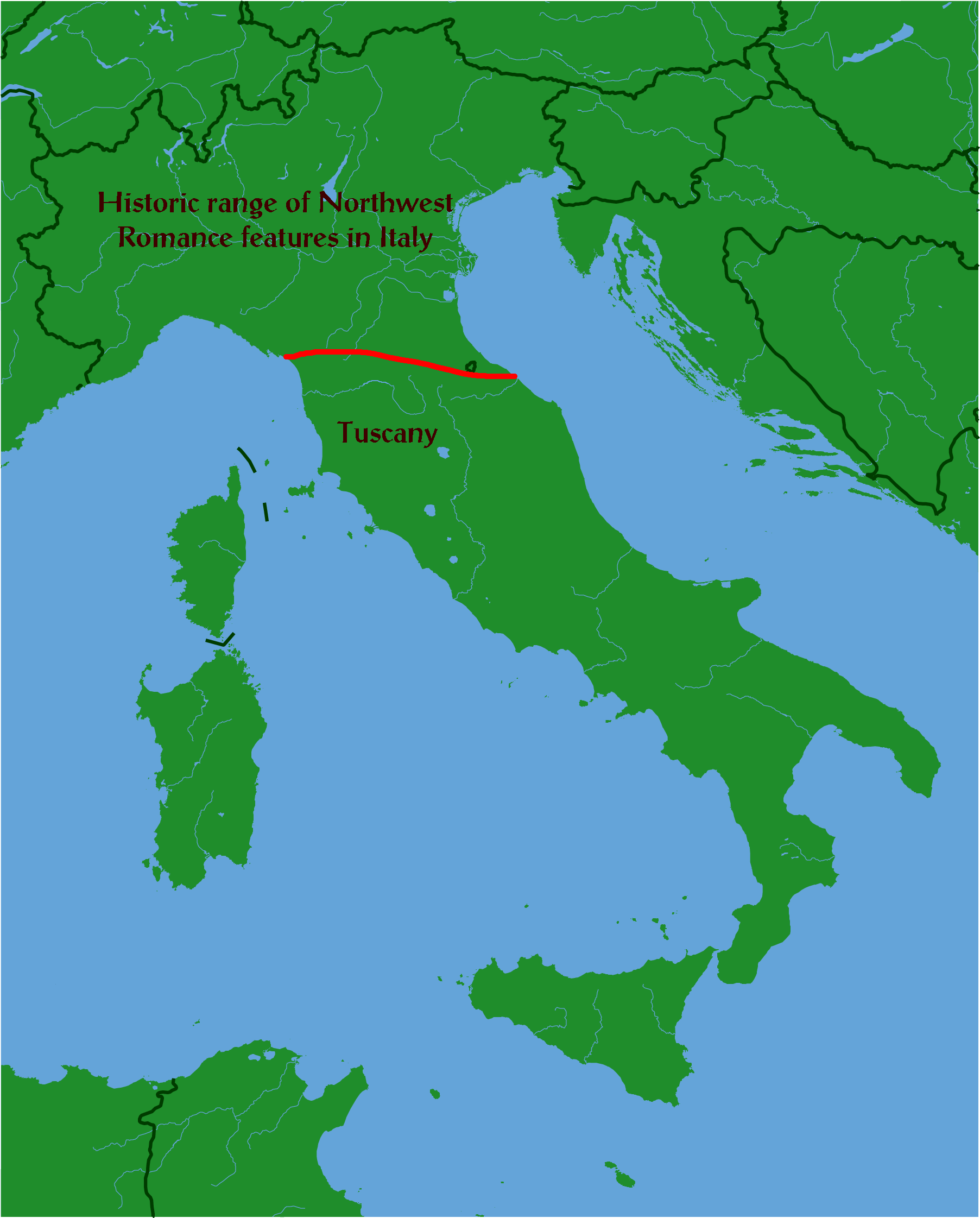
La línea Massa-Senigallia es un haz de isoglosas que separan a las lenguas galoitálicas de las lenguas italorromances.

Cuando varias isoglosas tienen un recorrido cercano se habla de "haz de isoglosas". Frecuentemente los haces de isoglosas se concentran en zonas de transición entre variedades lingüísticas relacionadas. La línea Massa-Senigallia en Italia es un ejemplo de haz de isoglosas.
No es infrecuente observar la utilización poco rigurosa del término "isoglosa" para designar a las líneas que separan idiomas y dialectos. Usualmente dos lenguas emparentadas comparten un cierto número de rasgos pero existen isoglosas que los separan y que permiten distinguirlos sistemáticamente. Por esa razón, ocasionalmente se habla las fronteras entre lenguas diferentes como isoglosas o haz de isoglosas. Sin embargo, desde el punto de vista lingüístico estricto, no es posible definir con exactitud si dos variedades constituyen lenguas diferentes o siquiera dialectos diferentes, ya que frecuentemente existe una gradación continua, especialmente cuando existe un continuo geolectal o un conjunto de variedades mutuamente inteligibles. Dado que frecuentemente la inteligibilidad es un fenómeno no discreto sino gradual, entre áreas geográficas, puede ser imposible desde el punto de vista lingüístico separar las variedades como lenguas, por lo que la decisión puede basarse en afinidades políticas y culturales. Solo entre lenguas no emparentadas o muy distantemente emparentadas es sencillo distinguir geográficamente fronteras lingüísticas.
Aun así a menudo se marca como "isoglosa principal" aquella que coincide con el mayor número de isoglosas y se la marca como isoglosa lingüística o dialectal.